# Объединённый комитет начальников штабов (США)
Объединённый комитет начальников штабов США (ОКНШ) (англ. Joint Chiefs of Staff, JCS) — главный орган планирования и управления вооружённых сил США.
Комитет состоит из высших офицеров (генералов или адмиралов), представляющих все виды вооружённых сил США:
- Председатель комитета;
- Вице-председатель;
- Начальник штаба Армии США;
- Начальник штаба Военно-воздушных сил США;
- Глава космических операций США;
- Начальник военно-морских операций;
- Комендант корпуса морской пехоты США;
- Начальник управления национальной гвардии США

Комитет был образован Законом о национальной безопасности, который также создал единое министерство обороны США вместо министерств армии и ВМФ. Основная роль членов комитета — являться советниками заместителей министра обороны по ВМФ, ВВС и армии; председатель комитета также является по должности советником Президента, министра обороны, советника по национальной безопасности, а также совета по национальной безопасности.

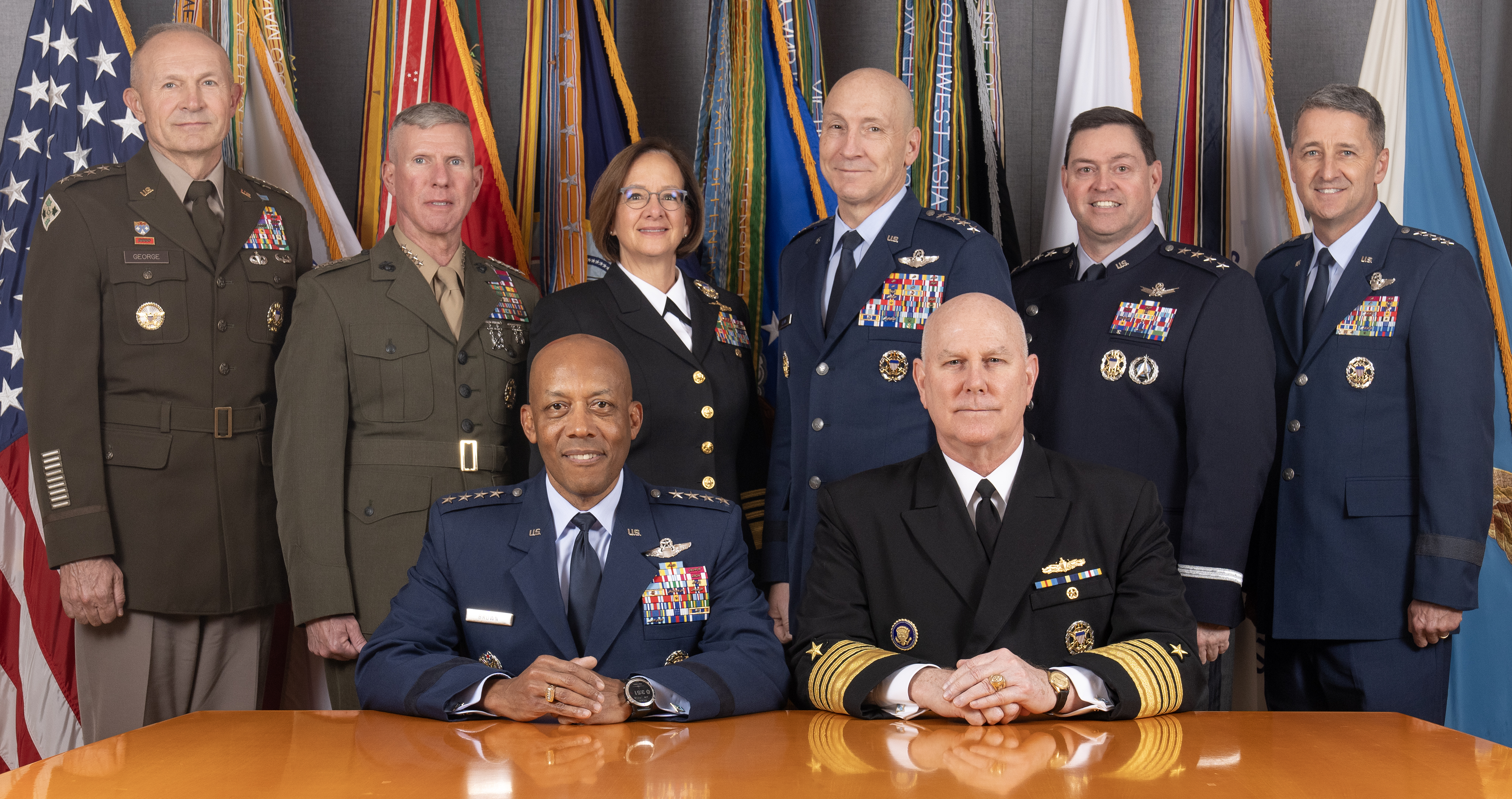
2024

С 1986 года упразднена обязанность Комитета по непосредственному оперативно-тактическому управлению войсками в зоне боевых действий. Оперативно-тактическое командование группировками войск (сил) на ТВД передано начальникам оперативных штабов на ТВД, которые получают приказы на боевое применение непосредственно от министра обороны и президента — главнокомандующего ВС США. За КНШ остаются функции оперативно-стратегического планирования, подготовки докладов главнокомандующему и министру обороны, организация боевой подготовки и обучения кадров военнослужащих всех родов войск, обеспечение боеготовности группировок войск (сил) ВС США на мировых ТВД.
В Британском содружестве существуют аналогичные организации — Комитеты начальников штабов.

## Текущий состав
| Позиция в комитете                                          | Изображение | Имя                         | Род войск                 | Срок в комитете  | Кто номинировал | Флаг |
| ----------------------------------------------------------- | ----------- | --------------------------- | ------------------------- | ---------------- | --------------- | ---- |
| Председатель Объединённого комитета начальников штабов      |             | Генерал (США) Дэн Кейн      | ВВС США                   | 11 апреля 2025   | Дональд Трамп   |      |
| Вице-председатель Объединённого комитета начальников штабов |             | Адмирал Кристофер У. Грейди | ВМС США                   | 20 декабря 2021  | Джо Байден      |      |
| Начальник штаба Армии США                                   |             | Генерал Джордж А. Рэнди     | Армия США                 | 4 августа 2023   | Джо Байден      |      |
| Комендант корпуса морской пехоты США                        |             | Генерал Эрик Смит           | Корпус морской пехоты США | 10 июля 2023     | Джо Байден      |      |
| Начальник военно-морских операций                           |             | Адмирал Дэрил Кодл          | ВМС США                   | 31 июля 2025     | Дональд Трамп   |      |
| Начальник штаба Военно-воздушных сил США                    |             | Генерал Дэвин У. Эллвин     | ВВС США                   | 29 сентября 2023 | Джо Байден      |      |
| Глава космических операций США                              |             | Генерал Б. Ченс Солтцман    | Космические силы США      | 2 ноября 2022    | Джо Байден      |      |
| Начальник управления национальной гвардии США               |             | Генерал Стивен С. Нордхаус  | Национальная гвардия США  | 2 октября 2024   | Джо Байден      |      |

#### Член комитета де-факто
| Позиция в комитете             | Изображение | Имя                        | Род войск            | Срок в комитете     | Кто номинировал | Флаг |
| ------------------------------ | ----------- | -------------------------- | -------------------- | ------------------- | --------------- | ---- |
| Комендант Береговой охраны США |             | Адмирал Кевин Ланди (и.о.) | Береговая охрана США | 21 января 2025 года | Дональд Трамп   |      |